# Menglunia inaffecta
Menglunia inaffecta – gatunek pająka z rodziny klejnotnikowatych, jedyny z monotypowego rodzaju Menglunia.

## Taksonomia
Rodzaj i gatunek typowy opisane zostały po raz pierwszy w 2012 roku przez Zhao Qingyuana i Li Shuqianga na łamach „ZooKeys”. Jako miejsce typowe wskazano ogród botaniczny Xishuangbanna w Menglun na terenie chińskiego Junnanu. Nazwa rodzajowa pochodzi od tejże lokalizacji.

## Morfologia
Pająk o ciele długości około 1 mm przy karapaksie długości od 0,4 do 0,6 mm i szerokości między 0,4 a 0,5 mm. Ubarwienie karapaksu jest słomkowożółte. Odległość między oczami pary tylno-środkowej jest mniejsza niż połowa ich średnicy. Skąpo owłosione sternum jest żółte z zielonkawobrązowymi krawędziami. Szczękoczułki i grube odnóża mają żółty kolor. Na beżowej opistosomie (odwłoku) widnieją małe i nieregularne kropki zielonkawobrązowego koloru. Genitalia samicy mają płytkę płciową o zatartych brzegach, krótkie i tworzące niezmodyfikowaną pętlę przewody kopulacyjne oraz okrągłe, oddzielone od siebie spermateki. Eliptycznego zarysu nogogłaszczki samca mają sterczące szczecinki makroskopowe na rzepce, pojedyncze trichobotrium na goleni, krótki i spiczasty odsiebny koniec paracymbium, prawie owalne tegulum, zredukowaną do postaci odsiebno-brzusznie zwróconej, niewielkiej wypustki apofyzę medialną, wykształcony w postaci przezroczystej, nerkowatej teki konduktor oraz całkiem zasłonięty konduktorem, przysadzisty, dziobokształtny embolus. 

## Ekologia i występowanie
Pająk ten zasiedla pierwotny las deszczowy o zachowanej zmienności pór roku, położony na rzędnych 558 m n.p.m.
Gatunek orientalny, znany tylko z miejsca typowego w chińskim Junnanie.